# Bal des pendus
Bal des pendus est un poème d'Arthur Rimbaud écrit en 1870.
Le manuscrit autographe, non daté, est conservé à la British Library. Il a fait partie des poèmes remis à Paul Demeny et donc de ce qui est appelé le Cahier de Douai,. 
Ce poème a été inclus par Paterne Berrichon dans son édition des poésies de Rimbaud en 1898 à partir d'un autre manuscrit dont on ne connaît pas la localisation actuelle,.
Bal des pendus a été publié pour la première fois dans Le Mercure de France, le 1er novembre 1891, p. 262,.